# Periastro

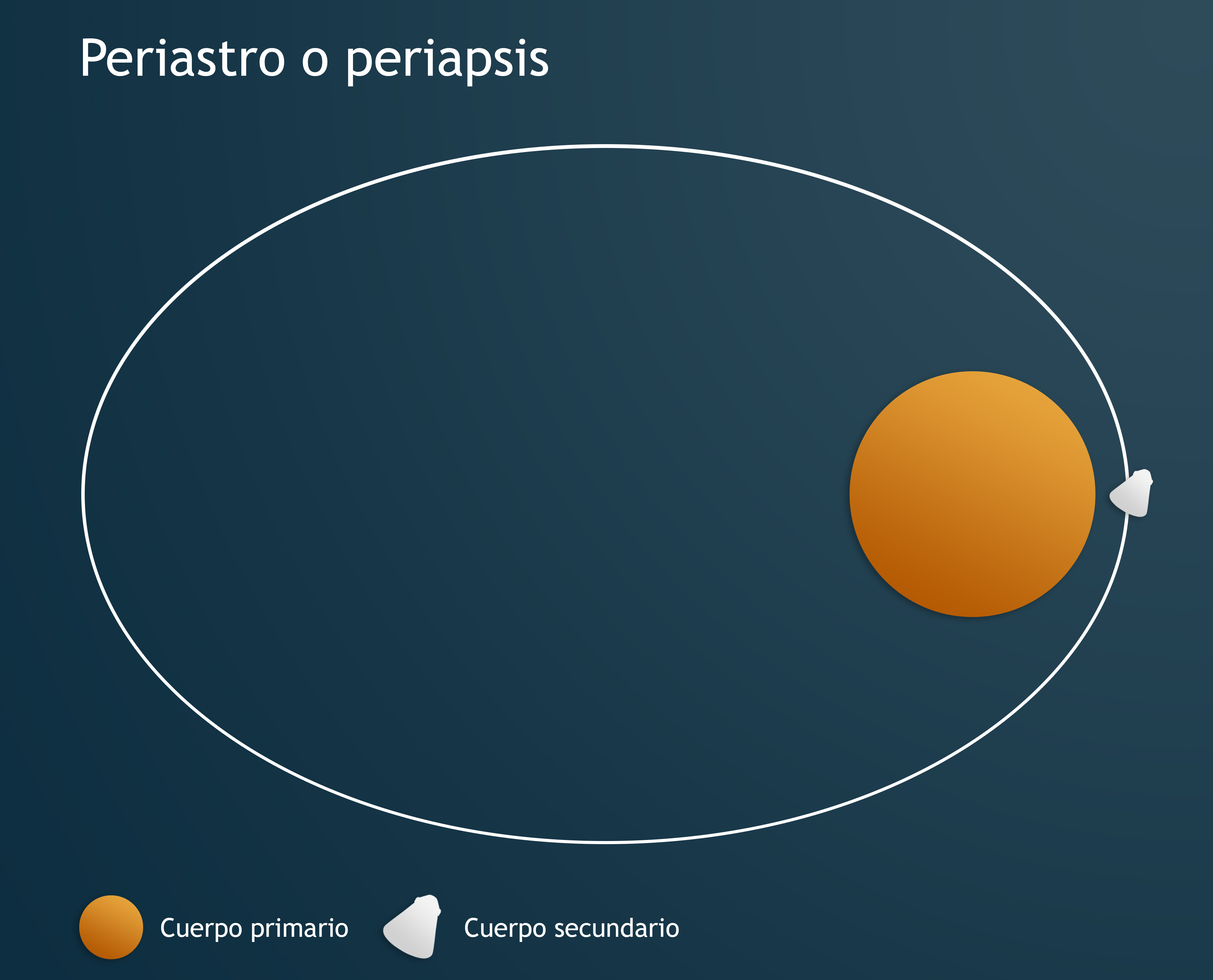

El periastro, periapsis, periápside, o pericentro es el punto en una órbita elíptica donde la distancia entre los cuerpos es mínima. 
En las órbitas siempre hay un cuerpo de mayor masa llamado primario en torno al cual gira otro cuerpo llamado secundario. El periastro es el punto de la órbita donde el secundario está a la mínima distancia del primario. 
Se representa por q. Si a es la distancia media y e la excentricidad tenemos que:
{\displaystyle q=a\ (1-e)}
Tal como establece la segunda de las leyes de Kepler, la velocidad de traslación del planeta es máxima en el periastro. Se puede calcular conocidos el semieje mayor {\displaystyle a} de la órbita, la excentricidad {\displaystyle e}, la masa del primario {\displaystyle M} y la constante de gravitación universal {\displaystyle G} mediante la expresión :
{\displaystyle v_{p}={\sqrt {{\frac {G\ M}{a}}\cdot {\frac {1+e}{1-e}}}}}

Si la órbita no es una elipse también recibe este nombre. La máxima distancia entre primario y secundario se llama apoapsis o apoastro y sólo existe en las elipses.

## Casos especiales
Dada la importancia de su cuerpo primario existen algunos periastros que poseen nombres propios:
| Cuerpo Principal | Periastro   |
| ---------------- | ----------- |
| Tierra           | Perigeo     |
| Sol              | Perihelio   |
| Luna             | Periselenio |